# Ая (співачка)
Світлана Анатоліївна Назаренко, більше відома під сценічним псевдонімом «Ая» (нар.. 17 жовтня 1970 в місті Фрунзе Киргизької РСР) — російська та киргизька співачка, вокалістка гурту «Город 312». Єдина в колективі з подвійним (Киргизія та Росія) громадянством (при цьому «всі родичі», за її словами, живуть в Україні).
За виступи на концертах у 2014 та 2015 роках в окупованому Криму та у травні 2017 року в окупованому Донецьку внесена до «чистилища» бази «Миротворець».

## Життєпис
З семи років Світлана Назаренко була солісткою Великого концертного дитячого хору. У віці 12 років виступила на республіканському конкурсі народної творчості, після чого була запрошена до студії Рафаїла Сарликова. Пізніше увійшла до ансамблю Сарликова «Аракет» (народний ансамбль Киргизстану і неодноразовий володар різних премій і призів).
Незабаром почала сольну кар'єру під керівництвом чоловіка Олексія Лєснікова (екс-директора радіо «Піраміда»). Світлана Назаренко брала участь у різноманітних фестивалях та конкурсах в країнах СНД, включаючи фестивалі «Бухара» (2-е місце), «Тянь-Шань» (1-е місце) і «Ялта», а також вийшла до фіналу фестивалю «Ялта-Москва-транзит»).
В цей час вона записала два альбоми: «Спокойная ночь» та «Сломанное радио». У 1996 році співачка випустила перший CD-альбом в історії Киргизстану: «Музыка снов». Через три роки у 1999 був випущений ще один CD-альбом «Чай с ароматом клубники».
Незважаючи на численні перемоги у різноманітних фестивалях та активну громадську діяльність в Киргизії і роботу на радіостанції «Піраміда» (1991—1998) автором, ведучою програм, завідувачем відділом реклами, Світлані не вдавалося повністю реалізувати свій потенціал. Закінчивши у 2001 році Киргизький інститут мистецтв за спеціальністю «естрадний вокал» з червоним дипломом, переїхала з чоловіком до Москви. Там Світлана Назаренко разом з Олексієм Лєсніковим, братами Дмитром і Леонідом Притулами (Дім і Леон) та Марією Притулою створила колектив «Місто 312», в якому виступає і донині. Назва групи збігається з міжнародним телефонним кодом міста Фрунзе (з 1 лютого 1991 року перейменоване у місто Бішкек), в якому народилася і виросла Світлана Назаренко.
У 2007 році Світлана Назаренко отримала звання заслуженого артиста Киргизької Республіки.
У 2015 році отримала звання «Почесний громадянин Бішкека». За заслуги перед країною та невтомну працю в 2016 році Світлана Назаренко була нагороджена медаллю «Данк» («Слава»).
У вересні-грудні 2015 року взяла участь у третьому сезоні шоу «Точь-в-точь» на російському Першому каналі, де посіла третє місце. Перевтілювалася в Азізу, Мерайю Кері, Йолку, Антонеллу Руджеро, Барбару Брильську, Шер, Валентину Толкунову, Деббі Гаррі, Сю, Гелену Веліканову і Дена Маккаферті.
З 2016 року, під керівництвом Ігоря Матвієнка та Андрія Лукінова (ПЦ Матвієнко), поєднуючи з роботою в гурті
Місто 312", працює над сольним репертуаром.
У 2017 році вийшов перший сольний кліп «Вспоминай обо мне, когда пойдёт дождь» (за мотивами OST «Вікінг»). Автор музики Ігор Матвієнко, автор тексту Т. Ткачук. Режисер кліпу І. Лебедєв.
У 2018 році спільно з Жилдиз Осмоналієвою взяла участь у записі саундтрека першого киргизького музичного фільму «Дарак ыры/Пісня дрєва».

## Громадянська позиція
Світлана Назаренко свідомо порушила Державний кордон України з метою проникнення в окупований Росією Крим у 2014 та 2015 роках. Зокрема, 30 травня 2015 року в місті Феодосія на фестивалі «Барабулька». Також, як зазначено на сайті «Миротворець», свідомо порушила державний кордон України з метою проникнення на окуповану російсько-терористичними бандформуваннями територію України на Донбасі. 1 травня 2018 року вона виступала на концерті в місті Донецьк. Також співачка брала участь в пропагандистських заходах Росії проти України та співпрацює з проросійськими терористичними організаціями.
Хоча до того співачка у складі гурту гастролювала містами України. Зокрема, виступали у квітні 2012 року та квітні 2014 року у Києві.

## Дискографія

### Сольна кар'єра
- «Спокойная ночь» (1992, магнітоальбом)
- «Сломанное радио» (1994, магнітоальбом)
- «Музыка снов» (1996)
- «Света-чай с ароматом клубники» (1999)

### Город 312
- «213 дорог» (2005, неофіційна пластинка)
- «Вне зоны доступа» (2006)
- «Обернись» (2007)
- «Город 312. Live» (2008)
- «Город 312 Видеоклипы + Bonus (Концерт 05.09.09)» (2010)
- «Новая музыка» (2010)
- «Не теряй меня, Москва» (2013)
- «Без вариантов» (2015)